# 3483 Svetlov
3483 Svetlov este un asteroid din centura principală, descoperit pe 16 decembrie 1976 de Liudmila Cernîh.